# ステップ戦線
ステップ戦線（ロシア語: Степной фронт、ステップ方面軍、直訳：草原戦線、もしくはステップ正面軍とも）は、第二次世界大戦中（独ソ戦中期）にソ連南西部クルスク地域に設置された赤軍の方面軍級部隊である。

## 概要
1943年7月9日、クルスク方面において、ステップ軍管区（第27軍、第47軍、第53軍、第5航空軍）の改称により設置された。事後、第4親衛軍、第5親衛軍、第7親衛軍、第37軍、第46軍、第57軍、第69軍、第5親衛戦車軍が配属された。
戦線部隊は、中央戦線とヴォロネジ戦線の背後に展開し、最高司令部スタフカ予備となった。攻勢転移の際には、オリョール、並びにベルゴロド・ハリコフ方面で行動するものとされた。
1943年7月19日夜、ステップ戦線部隊は、スタフカの命令によりベルゴロド・ハリコフ方面に投入され、ヴォロネジ戦線の部隊と共に退却する敵を追撃し、7月23日までに敵をクルスク攻撃の発起点まで押し戻した。
8月攻勢時、ベルゴロド・ハリコフ戦略作戦に参加。戦線部隊は、敵の縦深防衛線を突破し、8月5日にベルゴロド、8月23日にハリコフを解放した。8月末～9月初め、戦果拡張のため、左岸ウクライナで攻勢を展開し、ドニエプルの戦いに参加した。ポルタワ、クレメンチュグ、クラスノグラード、ヴェルフニェドニエプロフスク方面で活動しつつ、ドイツ第8軍と第1装甲軍を撃破し、9月末までにドニエプル川に進出した。戦線部隊は、ドニエプル川を強行渡河し、右岸に橋頭堡を確立した。10月前半、クレメンチュグ南方で橋頭堡を拡張し、10月15日、攻勢に転移した。ピャチハトカ、クリヴォイ・ログ方面で活動しつつ、ドニエプル右岸の敵防衛線を突破し、他戦線と協同で敵の東部防衛線を粉砕した。
1943年10月20日、10月16日付スタフカの命令に基づき、ステップ戦線は、第2ウクライナ戦線に改称された。

## 編制
- 第27軍 - 1943年7月9日～
- 第47軍 - 1943年7月9日～
- 第53軍 - 1943年7月9日～
- 第5航空軍 - 1943年7月9日～
- 第4親衛軍
- 第5親衛軍
- 第7親衛軍
- 第37軍
- 第46軍
- 第57軍
- 第69軍
- 第5親衛戦車軍

## 指揮官
- 司令官：イワン・コーネフ大将
- 軍事会議議員：I.スサイコフ戦車兵中将
- 参謀長：M.ザハロフ中将